# 日本デジタルトランスフォーメーション推進協会
一般社団法人日本デジタルトランスフォーメーション推進協会（にほんデジタルトランスフォーメーションすいしんきょうかい, 略称：JDX）は、行政機関・教育機関・産業全般のDX支援を目的とする業界団体。
2019年10月に一般社団法人日本中小企業情報化支援協議会から組織変更され、東京都千代田区に設立された。
2020年2月にデジタルトランスフォーメーションの一層の推進のため9名の専門家をアドバイザーとして招聘。
2020年4月に3名のアドバイザーを招聘。

## 活動内容
デジタル化による産学官の連携、次世代人材育成、働き方改革などの支援を通じて社会に貢献することを目的とし、次のような活動をしている。
1. デジタルトランスフォーメーションに関する市場啓蒙
2. 先端技術（ICT/IoT/AI/ドローン）の調査研究
3. DXによる行政機関のアップデート支援
4. DXによる産業構造のアップデート支援
5. DXによる教育機関のアップデート支援
6. デジタル社会で活躍できる次世代人材育成支援
7. DX推進のためのリスキリング支援

## アドバイザー
業界でデジタルトランスフォーメーションを推進する立場にある専門家をアドバイザーとして登録している
- 阿部慎吾 - TK International Sdn. Bhd. 代表取締役社長
- 石山アンジュ -  Public Meets Innovation 代表
- 木村哲也 -  旭鉄工 i Smart Technologies 代表取締役社長
- 佐野勝大 -  サイバートラスト 副社長
- 津田佳明 -  ANAホールディングス グループ経営戦略室経営企画部長
- 中山五輪男 - アステリア株式会社 CXO（Chief Transformation Officer／最高変革責任者） 首席エバンジェリスト
- 西脇資哲 -  日本マイクロソフト エバンジェリスト・業務執行役員
- 古長由里子 -  日本アイ・ビー・エム 戦略コンサルティング & デザイン統括　理事
- 間下直晃 -  ブイキューブ 代表取締役社長CEO
- 松田美幸 -  福津市 副市長
- 森本登志男 -  キャリアシフト 代表取締役
- 八子知礼 -  INDUSTRIAL-X 代表取締役

## 活動実績
HR-TECH支援としてJapan HR Tech Conference運営事務局を立ち上げ「Japan HR Tech Conference 2019」を開催。
コロナ禍における日本経済のデジタルシフト支援のために次世代デジタル変革会議を開催。
SMB-TECH支援として総務省が共催している全国中小企業クラウド実践大賞の企画・運営に参画。
2022年より日本DX大賞を立ち上げ企画と運営。
2022年よりハウスコム株式会社主催のHOUSECOM DX Conferenceの企画と運営。
2023年3月にリスキリング検討部会を立ち上げ。

## 連携協定自治体
- 福岡県小郡市
- 福島県郡山市
- 鹿児島県指宿市

## 協賛・後援イベント
- Re-Innovate Japan
- Conference X
- DX EXPO
- デジタル化・DX推進展